# Max Milner
Pour les articles homonymes, voir Milner.
Max Milner est un universitaire et critique littéraire français né le 18 juillet 1923 à Mont-Cauvaire (Seine-Inférieure) et mort le 21 juin 2008 à Quetigny (Côte-d'Or).
Professeur de littérature à l'université de Bourgogne, puis à l’université Sorbonne Nouvelle et spécialiste des XIXe et XXe siècles, il fut de 1970 à 1996 le premier président de la Société des études romantiques et dix-neuviémistes.

## Biographie
Fils de l'espagnole Luz Ansuatégui et du poète français d'origine polonaise Zdzisław Milner, Jean-Baptiste Maximilien Milner naît le 18 juillet 1923 à Mont-Cauvaire. Il est cousin du peintre franco-polonais Louis Marcoussis.
Jeune, son père l'introduit à la poésie de Góngora.
Il obtient l'agrégation en décembre 1945 et soutient sa thèse de doctorat ès lettres à Paris en 1960.
Il épouse en mars 1949 Christiane Panzéra, fille du baryton Charles Panzéra, psychanalyste ; ils ont une fille, Capucine, qui deviendra psychanalyste, épouse du dramaturge Jean-Loup Rivière et mère de la haute fonctionnaire et militante politique Constance Rivière.
Ses travaux ont, entre autres, porté sur Baudelaire, Gérard de Nerval, Huysmans, Bernanos, Freud ou Jean de La Croix. C’est en 1960 qu’il a rencontré la notoriété, lorsqu’il a publié sa thèse de doctorat, Le Diable dans la littérature française de Cazotte à Baudelaire, qui a paru chez Corti et qui a fait l’objet d’une réédition en 2007.
« Max Milner participe d’un mouvement qui est celui d’Yves Bonnefoy en poésie, de Claude Pichois dans la critique. » De 1970 à 1996, il préside la Société des études romantiques et dix-neuviémistes (SERD) à la fondation de laquelle il a contribué. Il écrit sur Baudelaire, sur Bernanos et est l'auteur de plusieurs essais, notamment La Fantasmagorie. Essai sur l’optique fantastique publié en 1982, On est prié de fermer les yeux publié en 1991, L’Imaginaire des drogues, de Thomas de Quincey à Henri Michaux publié en 2000, L’Envers du visible. Essai sur l’ombre publié en 2005, et Rembrandt à Emmaüs publié en 2006,.
Il termine son parcours universitaire comme professeur de littérature à l’université de Paris III. En 2004, il devient membre de l’Accademia des Linei à Rome.
Après Christiane Panzéra-Milner, disparue en 2006, il meurt le 21 juin 2008 à Quetigny à l'âge de 84 ans.

## Ouvrages
- Poésie et vie mystique chez saint Jean de la Croix, préface de Jean Baruzi, Paris, Seuil, 1951 (rééd. revue et corrigée, avec une postface de Carlo Ossola, Paris, Éditions du Félin, 2010,  (ISBN 2866457315))
- Le Diable dans la littérature française de Cazotte à Baudelaire, 1772-1861, Paris, Corti, 1960 (rééd. en 2007)
- « Les Sens "psychiques" de Massimilla Doni et la conception balzacienne de l’âme », L’Année balzacienne, Paris, Garnier Frères, 1966, p. 157-169
- Baudelaire : enfer ou ciel, qu’importe !, Paris, Plon, 1967
- Georges Bernanos, Paris, Desclée De Brouwer, 1967
- Freud et l’interprétation de la littérature, Paris, Société d’édition d’enseignement supérieur, 1980
- La Fantasmagorie : essai sur l’optique fantastique, Paris, PUF, 1982
- Littérature et pathologie, textes réunis et présentés par Max Milner, Saint-Denis, Presses universitaires de Vincennes, 1989
- "On est prié de fermer les yeux" : le regard interdit, Paris, Gallimard, 1991
- L’imaginaire des drogues : de Thomas de Quincey à Henri Michaux, Paris, Gallimard, 2000 (Prix Renaudot de l'essai)
- L’Envers du visible : essai sur l’ombre, Paris, Seuil, 2005
- Rembrandt à Emmaüs, Paris, Corti, 2006

### Collectifs sous sa direction
- (dir.), Bernanos, entretiens du Centre culturel de Cerisy-La-Salle, 10-19 juillet 1969, Paris, Plon, 1972
- (dir. avec Martine Chatelain), L’Imaginaire du vin, actes du colloque pluridisciplinaire, 15-17 octobre 1981, organisé par le Centre de recherches sur l’image et le symbole, Faculté des lettres de Dijon, Marseille, J. Laffitte, 1983 (éd. revue et corrigée de 1989)
- (dir.), De Chateaubriand à Baudelaire, tome VII (1820-1869) de Littérature française, dir. par Claude Pichois, Paris, Arthaud, 1985
- (dir. avec Monique Gosselin), Bernanos et le monde moderne, actes du colloque organisé pour le centenaire de la naissance de Bernanos 1888-1988, Villeneuve-d’Ascq, Presses Universitaires de Lille, 1989
- (dir.), Bernanos : création et modernité, actes du Colloque Création et modernité dans l’œuvre de Georges Bernanos, Lublin, 11-13 octobre 1996, organisé par les universités de La Sorbonne nouvelle et Lille III, Paris, Klincksieck, 1998 et Lublin, Presses de l’Université Marie Curie-Sklodowska, 1998
- (dir. avec Joseph Jurt) Bernanos et ses lecteurs, Berlin, A. Spitz, 2001 et Paris, Klincksieck, 2001
- (dir.), Exil, errance et marginalité dans l’œuvre de Georges Bernanos, actes du colloque, Tunis, 4-7 octobre 2001, organisé par l’Association internationale des amis de Bernanos, l’Institut supérieur des sciences humaines de Tunis, l’École normale supérieure de Tunis et l’Université de la Manouba, Paris, Presses Sorbonne nouvelle, 2004

### Éditions
- Gérard de Nerval, Les Illuminés, édition présentée, établie et annotée par M. Milner, Paris, Gallimard, 1976
- Charles Baudelaire, Les Fleurs du mal, texte présenté et commenté par M. Milner, illustrations de Paul Kallos, Paris, Imprimerie nationale, 1978
- Alphonse Esquiros, Le Magicien, préface et notes de M. Milner, Lausanne, L’Âge d’homme, 1978
- Honoré de Balzac, Philarète Chasles, Charles Rabou, Contes bruns, avec une préface de M. Milner, Marseille, Laffitte, 1979
- Charles Baudelaire, Le Spleen de Paris : petits poèmes en prose, texte présenté et commenté par M. Milner, illustrations de Karl Longuet, Paris, Imprimerie nationale, 1979
- Aloysius Bertrand, Gaspard de la Nuit : fantaisies à la manière de Rembrandt et de Callot, édition présentée, établie et annotée par M. Milner, Paris, Gallimard, 1980
- Jacques Cazotte, Le Diable amoureux, chronologie, préface, bibliographie et notes par M. Milner, Paris, Garnier-Flammarion, 1980
- Honoré de Balzac, Le Chef-d'œuvre inconnu, Gambara et Massimilla Doni, introductions, notes et documents par Marc Eigeldinger et M. Milner, Paris, Flammarion, 1981
- Georges Bernanos, Journal d'un curé de campagne, texte présenté et commenté par M. Milner, illustrations de Jack Ottaviano, Paris, Imprimerie nationale, 1983
- Bernanos et l’interprétation, textes réunis par Philippe Le Touzé et M. Milner, Paris, Klincksieck, 1996

## Distinctions
- De 1970 à 1996 : cofondateur et président de la Société des études romantiques et dix-neuviémistes
- 2004 : membre de l’Académie des lyncéens à la suite de Maurice Blanchot[7]
- 2005 : prix Chateaubriand pour l'Essai sur l’ombre[8]